# Каменський (Чамзінський район)
Ка́менський (рос. Каменский, ерз. Каменский) — селище у складі Чамзінського району Мордовії, Росія. Входить до складу Медаєвського сільського поселення.
Стара назва — Каменка-2.

## Населення
Населення — 7 осіб (2010; 7 у 2002).
Національний склад (станом на 2002 рік):
- росіяни — 100 %